# متحف رام الله
متحف رام الله يقع في بلدة رام الله القديمة. وقد كان ملكًا لعائلة الزرو، رمم بين عامي 1996-1997 ليكون متحفاً تعليمياً لمحافظة رام الله 